# Hugo Celmiņš

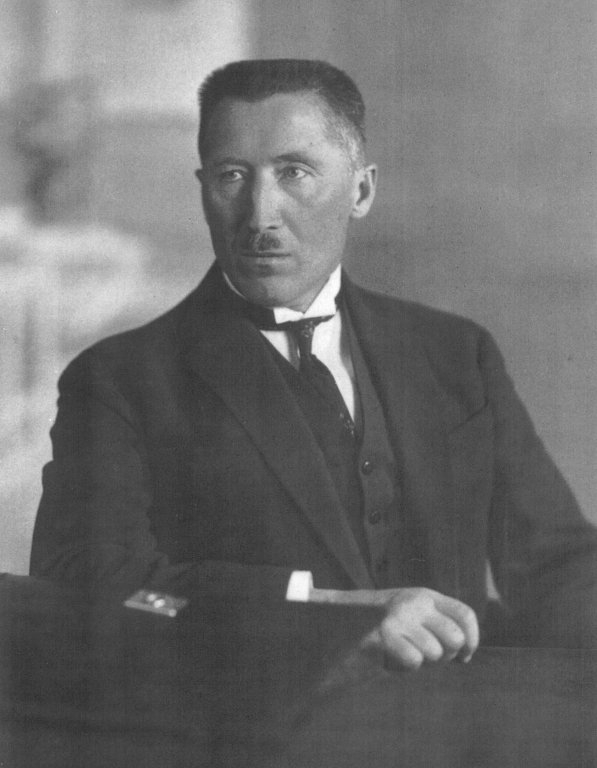
Hugo Celmiņš

Hugo Celmiņš (* 18. Oktoberjul. / 30. Oktober 1877greg. in Lubāna; † 30. Juli 1941 in Moskau) war lettischer Politiker der Partei Bauernverband Lettlands und zweimaliger Ministerpräsident seines Landes.

## Leben

### Studium und Erster Weltkrieg
Hugo Celmiņš absolvierte nach dem Schulbesuch von 1899 bis 1903 ein Studium der Wirtschaftswissenschaften am Polytechnischen Institut von Riga. 1900 trat er dem studentischen Corps Talavija bei. Von 1903 bis 1904 absolvierte er zudem ein Studium der Mathematik an der Universität Bern. Nach Forschungsreisen und Studienaufenthalten in Dänemark, Schweden, Deutschland und der Schweiz war er als Wirtschaftswissenschaftler tätig. Während des Ersten Weltkrieges diente er als Freiwilliger in der Armee.

### Minister und Ministerpräsident von 1924 bis 1925
Nach der Unabhängigkeit Lettlands am 18. November 1918 wurde er Abgeordneter der Verfassunggebenden Versammlung (Satversmes sapulce) und dann des Parlaments (Saeima), wo er die Interessen der Partei Bauernverband Lettlands vertrat. Am 12. Juni 1920 wurde er von Ministerpräsident Kārlis Ulmanis als Landwirtschaftsminister erstmals in ein Kabinett berufen. Dieses Amt übte er dann bis zum 18. Juni 1921 aus. Am 15. Oktober 1923 wurde er dann von Ministerpräsident Zigfrīds Anna Meierovics zum Erziehungsminister ernannt und gehörte als solcher der Regierung bis zum 26. Januar 1924 an.
Am 19. Dezember 1924 wurde er dann als Nachfolger von Voldemārs Zāmuels schließlich selbst erstmals Ministerpräsident. Zu Beginn seines bis zum 23. Dezember 1925 amtierenden Kabinetts übernahm er bis zum 5. März 1925 auch wieder das Amt des Landwirtschaftsministers. Später war er vom 22. August bis zum Ende seiner Amtszeit auch Außenminister, nach dem der bisherige Amtsinhaber Meierovics bei einem Autounfall ums Leben kam. Nachfolger als Ministerpräsident wurde Kārlis Ulmanis.

### Ministerpräsident von 1928 bis 1931
Am 1. Dezember 1928 wurde er als Nachfolger von Pēteris Juraševskis erneut Ministerpräsident. Seine bis zum 26. März 1931 amtierende Regierung gehörte dabei schon zu den am längsten Regierungen der (ersten) Republik Lettland. Celmiņš war vom 4. Februar 1930 bis zum Ende der Regierungszeit darüber hinaus erneut Außenminister. Am 27. März 1931 folgte ihm wiederum Ulmanis im Amt des Ministerpräsidenten. Während seiner Amtszeit war er außerdem Delegierter auf der 11. Ordentlichen Sitzung des Völkerbundes in Genf vom 10. September bis zum 4. Oktober 1930.
Im Anschluss daran war er zunächst Bürgermeister von Riga sowie von 1935 bis 1938 lettischer Gesandter im Deutschen Reich.
1940 wurde er verhaftet und in die Sowjetunion deportiert, wo er im darauf folgenden Jahr erschossen wurde.